# Милянувек
Милянувек (пол. Milanówek) — город в Польше, входит в Мазовецкое воеводство, Гродзиский повят. Имеет статус городской гмины. Занимает площадь 13,52 км². Население — 15 496 человек (на 2004 год).

## Известные уроженцы и жители
- Щепковский, Ян (1878—1964) – польский скульптор.